# Eric Mabius
Eric Harry Timothy Mabius (Harrisburg, 1971. április 22. –) amerikai színész.
Színészként 1995-ben debütált az Isten hozott a babaházban című fekete komédiában, majd szerepelt a Kegyetlen játékok (1999), A holló 3. – A megváltás (2000) és A Kaptár (2002) című filmekben is.
A televízióban a Ki ez a lány? (2006–2010) című vígjáték-drámasorozat Daniel Meade nevű főszereplőjeként vált ismertté. Két alkalommal, 2007-ben és 2008-ban jelölték Screen Actors Guild-díjra a többi szereplővel együtt, legjobb szereplőgárda (vígjátéksorozat) kategóriában. 
2004 és 2009 között az L című drámasorozatban játszott; az első évadban főszereplést, majd a többi évad során vendégszerepléseket vállalt. 2014-ben az Elveszett levelek című romantikus drámasorozatban kapott főszerepet és számos kapcsolódó tévéfilmben is feltűnt.

## Színészi pályafutása
Első filmszerepét 1995-ben kapta az Isten hozott a babaházban című vígjátékban. Az 1990-es évek folyamán kisebb szerepekben az Én lőttem le Andy Warholt (1997) című független filmben, továbbá a Sarah Michelle Gellar és Ryan Phillippe főszereplésével 1999-ben készült Kegyetlen játékokban is látható volt. 2000-ben főszerepet alakított A holló 3. – A megváltás című fantasyfilmben, Kirsten Dunst partnereként. A film James O’Barr A holló-képregényeinek harmadik moziadaptációja volt. A 2002-ben bemutatott A Kaptár című horrorfilmben Matt Addison aktivistaként egy kisebb szerepet vállalt.
Televíziós vendégszereplései voltak a Chicago Hope kórház, a Millennium és A narancsvidék című sorozatokban. 2004-től az L című LMBT-sorozatban már állandó szereplőként tűnt fel, mint Tim Haspel. 2006 és 2010 között a Ki ez a lány? (Ugly Betty) című vígjáték-drámasorozat főszereplője volt. 2013-tól a Hallmark Channel Elveszett levelek című sorozatában és a hozzá kapcsolódó tévéfilmekben kapott főszerepet.

## Filmográfia

### Film
| Év   | Magyar cím                 | Eredeti cím                        | Szerep                          | Magyar hang          |
| ---- | -------------------------- | ---------------------------------- | ------------------------------- | -------------------- |
| 1995 | Isten hozott a babaházban  | Welcome to the Dollhouse           | Steve Rodgers                   | Selmeczi Roland      |
| 1995 | August King utazása        | The Journey of August King         | Hal Wright                      |                      |
| 1996 | Én lőttem le Andy Warholt  | I Shot Andy Warhol                 | forradalmár                     |                      |
| 1997 |                            | Black Circle Boys                  | Shane Carver                    |                      |
| 1997 |                            | A Gun for Jennifer                 | vendég a bárban / Clyde segédje |                      |
| 1997 | Gyepkutyák                 | Lawn Dogs                          | Sean Torrance                   | Kossuth Gábor        |
| 1998 |                            | Around the Fire                    | Andrew                          |                      |
| 1998 |                            | Myth America                       | nem ismert                      |                      |
| 1999 | Az idegen                  | The Minus Man                      | Gene                            |                      |
| 1999 | Csók, macsók!              | Splendor                           | Ernest                          | Dévai Balázs         |
| 1999 | Kegyetlen játékok          | Cruel Intentions                   | Greg McConnell                  | Rácz Attila          |
| 2000 |                            | Wirey Spindell                     | Wirey tizenhét évesen           |                      |
| 2000 | A holló 3. – A megváltás   | The Crow: Salvation                | Alex Corvis / A Holló           | Hevér Gábor          |
| 2001 | A kísértés csapdái         | Tempted                            | Ted                             | Fekete Zoltán        |
| 2001 |                            | On the Borderline                  | Luke                            |                      |
| 2002 | A Kaptár                   | Resident Evil                      | Matt Addison                    | Viczián Ottó         |
| 2003 |                            | Just Like You Imagined (rövidfilm) | Gender Shifter                  |                      |
| 2003 | Extrém csapat              | The Extreme Team                   | Darby                           |                      |
| 2003 | Gyilkosság másodállásban   | The Job                            | Rick                            | Dévai Balázs         |
| 2004 | A Kaptár 2. – Apokalipszis | Resident Evil: Apocalypse          | Matt Addison (archív felvétel)  |                      |
| 2005 |                            | Venice Underground                 | Danny                           |                      |
| 2005 | Reeker – A halál szaga     | Reeker                             | Radford                         |                      |
| 2011 |                            | Where the Road Meets the Sun       | Blake                           |                      |
| 2012 | Mindennek ára van          | Price Check                        | Pete Cozy                       | Csík Csaba Krisztián |
| 2013 |                            | Amazing                            | Frank Miller                    |                      |
| 2019 |                            | Inside Game                        | Tim Donaghy                     |                      |

### Televízió
| Év        | Magyar cím                                      | Eredeti cím                                        | Szerep             | Megjegyzések                                           |
| --------- | ----------------------------------------------- | -------------------------------------------------- | ------------------ | ------------------------------------------------------ |
| 1996      |                                                 | Harvest of Fire                                    | Sam Hostetler      | tévéfilm                                               |
| 1996      |                                                 | On Seventh Avenue                                  | basszusgitáros     | tévéfilm                                               |
| 1997      | Chicago Hope kórház                             | Chicago Hope                                       | Zeb Moser          | 1 epizód                                               |
| 1999      | Millennium                                      | Millennium                                         | Samiel             | 1 epizód                                               |
| 1999      | Ötösfogat                                       | Party of Five                                      | Brian Stilman      | 2 epizód                                               |
| 2000      | Légy valódi                                     | Get Real                                           | Andrew Clark       | 1 epizód                                               |
| 2000      |                                                 | Popular                                            | Casey Krupps edző  | 1 epizód                                               |
| 2002      |                                                 | Dancing at the Harvest Moon                        | John Keats Fleming | tévéfilm                                               |
| 2003      | Fastlane – Halálos iramban                      | Fastlane                                           | Trey               | 1 epizód                                               |
| 2004–2009 | L                                               | The L Word                                         | Tim Haspel         | 16 epizód                                              |
| 2005      | Figyelők                                        | Eyes                                               | Jeff McCann        | főszereplő (10 epizód)                                 |
| 2005      | A narancsvidék                                  | The O.C.                                           | Jack Hess dékán    | 4 epizód                                               |
| 2006      | CSI: Miami helyszínelők                         | CSI: Miami                                         | Perry FBI-ügynök   | 1 epizód                                               |
| 2006      |                                                 | Voodoo Moon                                        | Cole               | tévéfilm                                               |
| 2006      | Csapnivaló menyegző                             | A Christmas Wedding                                | Ben                | tévéfilm                                               |
| 2006–2010 | Ki ez a lány?                                   | Ugly Betty                                         | Daniel Meade       | főszereplő (85 epizód)                                 |
| 2007      |                                                 | Nature of the Beast                                | Donovan            | tévéfilm                                               |
| 2011      | A bolygó neve: Carpathia                        | Outcasts                                           | Julius Berger      | főszereplő (8 epizód)                                  |
| 2011      | Életre-halálra                                  | Chase                                              | Justin Tate        | 1 epizód                                               |
| 2011      |                                                 | Celebrity Ghost Stories                            | önmaga             | 1 epizód                                               |
| 2012      | Ügyféllista                                     | The Client List                                    | Ray                | 1 epizód                                               |
| 2012      | Franklin és Bash                                | Franklin & Bash                                    | Rossi              | 1 epizód                                               |
| 2012      | Leckék szerelemből                              | How to Fall in Love                                | Harold White       | - tévéfilm - magyar hangja: - Szabó Máté - Bozsó Péter |
| 2012      |                                                 | Political Animals                                  | Gary               | minisorozat (1 epizód)                                 |
| 2012      |                                                 | The Haunting of...                                 | önmaga             | 1 epizód                                               |
| 2013      | Botrány                                         | Scandal                                            | Peter Caldwell     | 1 epizód                                               |
| 2013      | Zsaruvér                                        | Blue Bloods                                        | Richard Rorke      | 1 epizód                                               |
| 2013      |                                                 | Reading, Writing & Romance                         | Wayne Wenders      | tévéfilm                                               |
| 2013      | Elveszett levelek                               | Signed, Sealed, Delivered                          | Oliver O'Toole     | tévéfilm                                               |
| 2014      | Elveszett levelek                               | Signed, Sealed, Delivered                          | Oliver O'Toole     | főszereplő (10 epizód)                                 |
| 2014      | Elveszett levelek karácsonykor                  | Signed, Sealed, Delivered for Christmas            | Oliver O'Toole     | tévéfilm                                               |
| 2015      | Lángoló Chicago                                 | Chicago Fire                                       | Jack Nesbitt       | hét epizód                                             |
| 2015      | Elveszett levelek: Párizsból szeretettel        | Signed, Sealed, Delivered: From Paris with Love    | Oliver O'Toole     | tévéfilm                                               |
| 2015      | Signed, Sealed, Delivered: Truth Be Told        |                                                    | Oliver O'Toole     | tévéfilm                                               |
| 2015      | Signed, Sealed, Delivered: The Impossible Dream |                                                    | Oliver O'Toole     | tévéfilm                                               |
| 2016      |                                                 | Signed, Sealed, Delivered: From the Heart          | Oliver O'Toole     | tévéfilm                                               |
| 2016      | Signed, Sealed, Delivered: One in a Million     |                                                    | Oliver O'Toole     | tévéfilm                                               |
| 2016      | Signed, Sealed, Delivered: Lost Without You     |                                                    | Oliver O'Toole     | tévéfilm                                               |
| 2017      |                                                 | Signed, Sealed, Delivered: Higher Ground           | Oliver O'Toole     | tévéfilm                                               |
| 2017      | Signed, Sealed, Delivered: Home Again           |                                                    | Oliver O'Toole     | tévéfilm                                               |
| 2018      |                                                 | Signed, Sealed, Delivered: The Road Less Travelled | Oliver O'Toole     | tévéfilm                                               |
| 2018      | Signed, Sealed, Delivered: To the Altar         |                                                    | Oliver O'Toole     | tévéfilm                                               |
| 2018      |                                                 | Welcome To Christmas                               | Gage McBride       | tévéfilm                                               |
| 2019      |                                                 | It's Beginning to Look a Lot Like Christmas        | Liam Clark         | tévéfilm                                               |

## Fordítás
- Ez a szócikk részben vagy egészben  az   Eric Mabius című angol Wikipédia-szócikk fordításán alapul.  Az eredeti cikk szerkesztőit annak laptörténete sorolja fel. Ez a jelzés csupán a megfogalmazás eredetét és a szerzői jogokat jelzi, nem szolgál a cikkben szereplő információk forrásmegjelöléseként.